# Wspólnota administracyjna Bietigheim-Bissingen
Wspólnota administracyjna Bietigheim-Bissingen – wspólnota administracyjna (niem. Vereinbarte Verwaltungsgemeinschaft) w Niemczech, w kraju związkowym Badenia-Wirtembergia, w rejencji Stuttgart, w regionie Stuttgart, w powiecie Ludwigsburg. Siedziba wspólnoty znajduje się w mieście Bietigheim-Bissingen, przewodniczącym jej jest Jürgen Kessing.
Wspólnota administracyjna zrzesza jedno miasto i dwie gminy wiejskie:
- Bietigheim-Bissingen, miasto, 42 810 mieszkańców, 31,29 km²
- Ingersheim, 6 023 mieszkańców, 11,55 km²
- Tamm, 12 286 mieszkańców, 13,85 km²